# Araeoncus tauricus
Araeoncus tauricus là một loài nhện trong họ Linyphiidae.
Loài này thuộc chi Araeoncus. Araeoncus tauricus được miêu tả năm 2005 bởi Gnelitsa.